# Italia en la Copa Mundial de Fútbol de 1982
La selección de Italia fue uno de los 24 países participantes de la Copa Mundial de Fútbol de 1982, realizada en España.
El comienzo fue muy complicado para la «escuadra azzurra», en el grupo A de la fase de grupos únicamente logró empates, un 0-0 ante Polonia, 1-1 con Perú y 1-1 con Camerún. Clasificó a la segunda fase como segunda por detrás de Polonia, por su mayor cantidad de goles que los cameruneses.
Ya en la segunda fase, Italia quedó integrada en el grupo 3, dicho grupo fue considerado el "de la muerte" porque se enfrentaba ante otros dos campeones mundiales: Argentina y Brasil. Logró vencer por 2-1 a Argentina con goles de Marco Tardelli y Antonio Cabrini. De igual forma logró su clasificación a la semifinal venciendo a los cariocas por 3-2 con triplete del delantero estrella Paolo Rossi (min. 5, min. 25 y min. 74).
En el encuentro de semifinal nuevamente se cruzó con la selección polaca, aquella vez se impuso por 2-0 con doblete de Paolo Rossi. Italia logró disputar su cuarta final, doce años después de México 1970.
La final fue celebrada el 11 de julio en el estadio Santiago Bernabéu, se enfrentó a Alemania Occidental, en el segundo tiempo la azzurra marcó sus anotaciones por conducto de Paolo Rossi (57), Marco Tardelli (69) y Alessandro Altobelli (81), mientras que los alemanes descontaron al 83 con gol de Paul Breitner. El marcador final fue favorable por 3-1 para Italia, así consiguió su tercera estrella tras una larga sequía de 44 años.

## Clasificación
| Equipo     | Pts | PJ | PG | PE | PP | GF | GC | Dif |
| ---------- | --- | -- | -- | -- | -- | -- | -- | --- |
| Yugoslavia | 13  | 8  | 6  | 1  | 1  | 22 | 7  | 15  |
| Italia     | 12  | 8  | 5  | 2  | 1  | 12 | 6  | 6   |
| Dinamarca  | 8   | 8  | 4  | 0  | 4  | 14 | 11 | 3   |
| Grecia     | 7   | 8  | 3  | 1  | 4  | 10 | 13 | -3  |
| Luxemburgo | 0   | 8  | 0  | 0  | 8  | 1  | 23 | -22 |

| Fecha                   | Lugar      |            |                       | Resultado |                       |            |
| ----------------------- | ---------- | ---------- | --------------------- | --------- | --------------------- | ---------- |
| 11 de octubre de 1980   | Luxemburgo | Luxemburgo | Bandera de Luxemburgo | 0:2 (0:1) | Bandera de Italia     | Italia     |
| 1 de noviembre de 1980  | Roma       | Italia     | Bandera de Italia     | 2:0 (1:0) | Bandera de Dinamarca  | Dinamarca  |
| 15 de noviembre de 1980 | Turín      | Italia     | Bandera de Italia     | 2:0 (1:0) | Bandera de Yugoslavia | Yugoslavia |
| 6 de diciembre de 1980  | Atenas     | Grecia     | Bandera de Grecia     | 0:2 (0:1) | Bandera de Italia     | Italia     |
| 3 de junio de 1981      | Copenhague | Dinamarca  | Bandera de Dinamarca  | 3:1 (0:0) | Bandera de Italia     | Italia     |
| 17 de octubre de 1981   | Belgrado   | Yugoslavia | Bandera de Yugoslavia | 1:1 (1:1) | Bandera de Italia     | Italia     |
| 14 de noviembre de 1981 | Turín      | Italia     | Bandera de Italia     | 1:1 (0:0) | Bandera de Grecia     | Grecia     |
| 5 de diciembre de 1981  | Nápoles    | Italia     | Bandera de Italia     | 1:0 (1:0) | Bandera de Luxemburgo | Luxemburgo |

## Jugadores
| #  | Nombre               | Posición       | Edad | Part. | Club                 |
| -- | -------------------- | -------------- | ---- | ----- | -------------------- |
| 1  | Dino Zoff            | Guardameta     | 40   | 99    | Juventus             |
| 2  | Franco Baresi        | Defensa        | 22   | 0     | A. C. Milan          |
| 3  | Giuseppe Bergomi     | Defensa        | 18   | 1     | F. C. Internazionale |
| 4  | Antonio Cabrini      | Defensa        | 24   | 33    | Juventus             |
| 5  | Fulvio Collovati     | Defensa        | 25   | 26    | A. C. Milan          |
| 6  | Claudio Gentile      | Defensa        | 28   | 56    | Juventus             |
| 7  | Gaetano Scirea †     | Defensa        | 29   | 49    | Juventus             |
| 8  | Pietro Vierchowod    | Defensa        | 23   | 2     | Fiorentina           |
| 9  | Giancarlo Antognoni  | Centrocampista | 28   | 60    | Fiorentina           |
| 10 | Giuseppe Dossena     | Centrocampista | 24   | 9     | Torino               |
| 11 | Giampiero Marini     | Centrocampista | 31   | 11    | F. C. Internazionale |
| 12 | Ivano Bordon         | Guardameta     | 31   | 13    | F. C. Internazionale |
| 13 | Gabriele Oriali      | Centrocampista | 29   | 20    | F. C. Internazionale |
| 14 | Marco Tardelli       | Centrocampista | 27   | 55    | Juventus             |
| 15 | Franco Causio        | Centrocampista | 33   | 58    | Udinese              |
| 16 | Bruno Conti          | Centrocampista | 27   | 13    | A. S. Roma           |
| 17 | Daniele Massaro      | Delantero      | 21   | 1     | Fiorentina           |
| 18 | Alessandro Altobelli | Delantero      | 26   | 10    | F. C. Internazionale |
| 19 | Francesco Graziani   | Delantero      | 29   | 53    | Fiorentina           |
| 20 | Paolo Rossi †        | Delantero      | 25   | 20    | Juventus             |
| 21 | Franco Selvaggi      | Delantero      | 29   | 3     | Cagliari             |
| 22 | Giovanni Galli       | Guardameta     | 24   | 0     | Fiorentina           |
| DT | Enzo Bearzot †       |                |      |       |                      |

## Participación

### Primera fase
| Equipo  | Pts | PJ | PG | PE | PP | GF | GC | Dif |
| ------- | --- | -- | -- | -- | -- | -- | -- | --- |
| Polonia | 5   | 3  | 1  | 2  | 0  | 5  | 1  | 4   |
| Italia  | 3   | 3  | 0  | 3  | 0  | 2  | 2  | 0   |
| Camerún | 3   | 3  | 0  | 3  | 0  | 1  | 1  | 0   |
| Perú    | 2   | 3  | 0  | 2  | 1  | 2  | 6  | -4  |

| 14 de junio de 1982, 17:15 | Italia | 0:0     | Polonia | Estadio de Balaídos, Vigo                                  |                                                            |
|                            |        | Reporte |         | Asistencia: 33 040 espectadores Árbitro(s): Michel Vautrot | Asistencia: 33 040 espectadores Árbitro(s): Michel Vautrot |

| 18 de junio de 1982, 17:15 | Italia    | 1:1 (1:0) | Perú     | Estadio de Balaídos, Vigo                                     |                                                               |
|                            | Conti 18' | Reporte   | Díaz 83' | Asistencia: 25 000 espectadores Árbitro(s): Walter Eschweiler | Asistencia: 25 000 espectadores Árbitro(s): Walter Eschweiler |

| 23 de junio de 1982, 17:15 | Italia       | 1:1 (0:0) | Camerún    | Estadio de Balaídos, Vigo                                  |                                                            |
|                            | Graziani 60' | Reporte   | M'Bida 61' | Asistencia: 20 000 espectadores Árbitro(s): Bogdan Dotchev | Asistencia: 20 000 espectadores Árbitro(s): Bogdan Dotchev |

### Segunda fase
| Equipo    | Pts | PJ | PG | PE | PP | GF | GC | Dif |
| --------- | --- | -- | -- | -- | -- | -- | -- | --- |
| Italia    | 4   | 2  | 2  | 0  | 0  | 5  | 3  | 2   |
| Brasil    | 2   | 2  | 1  | 0  | 1  | 5  | 4  | 1   |
| Argentina | 0   | 2  | 0  | 0  | 2  | 2  | 5  | -3  |

| 29 de junio de 1982, 17:15 | Italia                     | 2:1 (0:0) | Argentina      | Estadio de Sarriá, Barcelona                               |                                                            |
|                            | Tardelli 57' · Cabrini 67' | Reporte   | Passarella 83' | Asistencia: 43 000 espectadores Árbitro(s): Nicolae Rainea | Asistencia: 43 000 espectadores Árbitro(s): Nicolae Rainea |

| 5 de julio de 1982, 17:15 | Italia           | 3:2 (2:1) | Brasil                    | Estadio de Sarriá, Barcelona                              |                                                           |
|                           | Rossi 5' 25' 74' | Reporte   | Sócrates 12' · Falcão 68' | Asistencia: 44 000 espectadores Árbitro(s): Abraham Klein | Asistencia: 44 000 espectadores Árbitro(s): Abraham Klein |

### Semifinales
| 8 de julio de 1982, 17:15 | Polonia | 0:2 (0:1) | Italia        | Camp Nou, Barcelona                                                |                                                                    |
|                           |         | Reporte   | Rossi 22' 73' | Asistencia: 50 000 espectadores Árbitro(s): Juan Daniel Cardellino | Asistencia: 50 000 espectadores Árbitro(s): Juan Daniel Cardellino |

### Final
| 11 de julio de 1982, 20:00 | Italia                                   | 3:1 (0:0) | Alemania Federal | Estadio Santiago Bernabéu, Madrid                          |                                                            |
| | Rossi 57' · Tardelli 69' · Altobelli 81' | Reporte   | Breitner 83'     | Asistencia: 90 000 espectadores Árbitro(s): Arnaldo Coelho | Asistencia: 90 000 espectadores Árbitro(s): Arnaldo Coelho |
| Antonio Cabrini es el primer y único jugador en fallar un penal en una final de copa del mundo. Con 40 años Dino Zoff es el jugador más longevo en ser campeón del mundo. |                                          |           |                  |                                                            |                                                            |

| Bandera de Italia |
| Campeón Italia    |
| 3.º título        |

## Estadísticas

### Posiciones
| Equipo | Equipo           | Pts | PJ | PG | PE | PP | GF | GC | Dif | Rend  |
| ------ | ---------------- | --- | -- | -- | -- | -- | -- | -- | --- | ----- |
| 1      | Italia           | 11  | 7  | 4  | 3  | 0  | 12 | 6  | +6  | 78,6% |
| 2      | Alemania Federal | 8   | 7  | 3  | 2  | 2  | 12 | 10 | +2  | 57,1% |
| 3      | Polonia          | 9   | 7  | 3  | 3  | 1  | 11 | 5  | +6  | 64,3% |